# 歴史主義
歴史主義（れきししゅぎ、英: historism）は、最も一般的な用語としては、人間生活のあらゆる現象を、物理的な時間空間概念とは別にある歴史的な流れのうちにおいて、その生成と発展とを捉えなければならないとする主張を指す語である。

## 多義性
今日、「歴史主義」と呼ばれている思想的立場は、19世紀初頭のドイツから始まったとされているが、20世紀になってから、エルンスト・トレルチ、フリードリヒ・マイネッケの著書によって広く知られるようになった概念である。マイネッケは、歴史主義を西欧社会が体験した最大の精神革命であるとして賛辞したが、トレルチはその諸問題と克服を説いた。
歴史主義は極めて多義的な概念であり、その時代・論者によって意味が異なることから注意が必要である。
ナポレオン1世の失脚後ウィーン体制が引かれた19世紀初頭のドイツでは、フランス革命を生んだ個人主義・合理主義・啓蒙主義的な思想に対する保守的な反動としてロマン主義が登場し、人間的・社会的世界は合理的に割り切れるものでなく、生命の躍動のうちに生成・発展するプロセスであり、これを有機的全体として歴史のなかで捉えなければならないとの主張が生まれていた。そのような時代背景の下、ランケは、国家を歴史的に生起する一つの精神的集合体とみなし、啓蒙思想における合理主義的な国家観を批判したのである。科学的な史料批判に基づく歴史学は、新たな学問として、西欧諸国に広まっていった。この意味での歴史主義は、ドイツ観念論が支配的であった時代に対する反動としての自然主義的な実証主義を意味した。
歴史主義は、ロマン主義と結びつけられて、歴史研究が自己目的化するにいたった19世紀の知識人層の根本気分とされることもある。そこでは、ある一定の規範や価値がその民族の歴史から導き出されることが正当化されたのであって、ヨハン・グスタフ・ドロイゼンによれば、歴史理論と倫理学は等価であるとされたのである。
ヴィルヘルム・ディルタイは、自然科学と、これに対置される歴史学、法学、経済学などの精神科学を区別し、歴史的認識を範型とする精神科学の認識論的特質は了解であるとした。ディルタイによって歴史主義に哲学的な基礎が与えられると、トレルチによって、人間生活のあらゆる現象を捉えるには物理的な時間空間概念とは別にある歴史的な流れのうちにおいて、その生成と発展とが捉えなければならない、と主張されるようになった。このような、人間の思惟の根本的な歴史化によって、哲学・法学・経済学・神学などの多くの分野に多大な影響が与えられ、個別の学問の歴史化により、哲学史、法制史、経済史、教会史、教義史等の新しい学問分野が生まれた。
歴史主義は、歴史的に構成された規範や価値はその形成の連関においてのみ妥当性を有するにすぎず、その連関を超えた普遍的妥当性を有しないという歴史相対主義を生んだ。
このように歴史主義は多様な分野の多くの論者が長い時間をかけて形成した主張の集合体であったのである。

## 哲学

### 歴史主義の前史と成立
ヘーゲルは、歴史哲学を哲学の重大な問題であるとした上で、人類の歴史は理性（絶対精神）の発展過程であるとして一種の進歩的かつ認識論的な歴史観を主張した。
これに対し、ランケは、科学的な史料批判に基づく歴史学という見地から、そのような歴史法則の存在そのものを否定したが、歴史とは客観的精神であるという認識論・観念論的な歴史観であるという点ではヘーゲルと共通していた。
19世紀は「科学の世紀」とされ、人間のあらゆる生活領域に科学的な思想が侵食し始めた時代であった。明朗な学問である自然科学に対する、不明朗な学問（ungenaue Wissenschaften）である文化諸科学の価値に疑問が呈される時代でもあった。イギリスではダーウィンの影響の下、社会進化論が流行していたが、マルクスは、認識論・観念論的な歴史観を批判し、歴史を階級闘争の場とする唯物史観を科学的な見地から主張した。
そのような時代において、ヴィルヘルム・ディルタイは、自然科学と、これに対置される歴史学、法学、経済学などの精神科学を区別し、歴史的認識を範型とする精神科学の認識論的特質は体験・表現・理解の連関に基づいているとした。この連関は「生」の自己解釈であり、歴史はこの個々の自己解釈のあらゆる客観化の総体であるとされ、歴史主義に哲学的な基礎が与えられたのである。そこでは、人間生活のあらゆる現象は、客観的な精神である歴史的な流れのうちにおいて、その生成と発展とを捉えなければならないと主張されるようになったが、このような様々に変動する生を基礎に置く哲学は、客観的精神といえども生の流れの中で様々に変動をせざるを得ないのではないか、との疑問と結びつき歴史相対主義を招来したのであった。

### 歴史主義の危機と克服
フリードリヒ・ニーチェは、先駆的な論文「生に対する歴史の功罪」(1874年) において、歴史主義の克服を初めて説いた人物である。彼にとって歴史学は純粋科学たる数学とはその本質が異なり、歴史学が科学としての客観性を偽証するときに、すべての価値はその無限の歴史の流れの中に投げ出されて破壊され、永遠の絶望と懐疑をもたらすが故に、歴史学は学問であることを止め、生に従属されなければならないとした。そこでは、自然主義に立つ科学と生がそれぞれ自律した領域であるべきであるという問題意識が、当時目覚ましい発展を遂げつつあった歴史学を批判する形で示されたのである。
エルンスト・トレルチは、自著『歴史主義とその諸問題』（1922年）、『歴史主義とその克服』（1924年）において、歴史主義は、自然主義と並び立つ近代の偉大な学問的二方法であるとしつつも、他方で、歴史相対主義をキリスト教と西洋文化の一体性を踏まえての文化総合によって克服しようとした。
パウル・ティリッヒは、『カイロスとロゴス』(1926年)において、歴史的プロセスにおいて形成される認識行為が常に未来に開かれており、同時に認識がその歴史性によって規定されているという意味で、歴史主義を評価し、時代時代に規定された真理の認識が相対的であることを認める。他方で、ティリッヒは、真理の概念を従来考えられてきた絶対的で客観的なものととらえず、真理自体が動的なものであり、その現実化の歴史的運命に縛られていること、認識主観の歴史的構成（運命における原決断）と理念の歴史的運命とが一致するときに、動的真理は認識され得るとして、歴史プロセスをあたかも超越して絶対的真理を完全に自己化したかのように主張する絶対主義と、そのような絶対主義と真理の認識一般を断念する歴史相対主義との両方を批判して発展させ、これをプロテスタント信仰と矛盾することのない「信仰的相対主義」(dergläubige Relativismus)と呼んだ。
新カント主義のヴィンデルバントは、ディルタイがその領域によって自然科学と精神科学を区別したことを批判した上で、自然科学は「法則定立的」（nomothetisch）であるのに対し、精神科学は「個性記述的」（idiographisch）であると特徴づけ、自然科学と精神科学は「領域による違い」ではなく、「方法による違い」によって区別されるとして、精神科学に自然科学と異なる学問としての独自性を主張したのであったが、これは新カント主義に立たない多くの歴史学の理論家にも取り上げられるほどの影響力を持った。新カント主義のハインリヒ・リッカートはさらに、ヴィンデルバントを承継しつつも、精神科学に代わる概念として「文化科学」という概念を立て、これを体系化しただけでなく、相対主義を克服した価値哲学の構想を立てた。新カント主義は、このように、科学的な実験方法が哲学にも導入されて徐々に心理学が独自の学問として成立した時代、「哲学のアイデンティティの危機」が叫ばれた時代に、自然科学主義との対抗で精神と文化の価値を復権する試みとして主張されたのである。歴史学と同様の史料批判に基づく哲学の研究は、研究成果がわかりやすいという特徴を有していたこともあり、その後の講壇哲学の方向性を基礎付けた。

#### 新歴史主義
1950年代以降、従来の歴史主義を批判するかたちで『表象（Representations）』誌を根城とした批評家集団が立ち現われた。この流れを新歴史主義と一般に呼び、その理論的骨組みはミシェル・フーコーの言説論と権力論にある。すなわち、新歴史主義において歴史は客観的で確固とした事実としてではなく、語り手によって再編されていく物語の言説として扱われる。代表的論客として、スティーヴン・グリーンブラットを挙げることができる。